# Carlo Lucarelli
Carlo Lucarelli (Parma, 26 ottobre 1960) è uno scrittore, sceneggiatore, conduttore televisivo, conduttore radiofonico, giornalista, curatore editoriale e fumettista italiano.

## Biografia

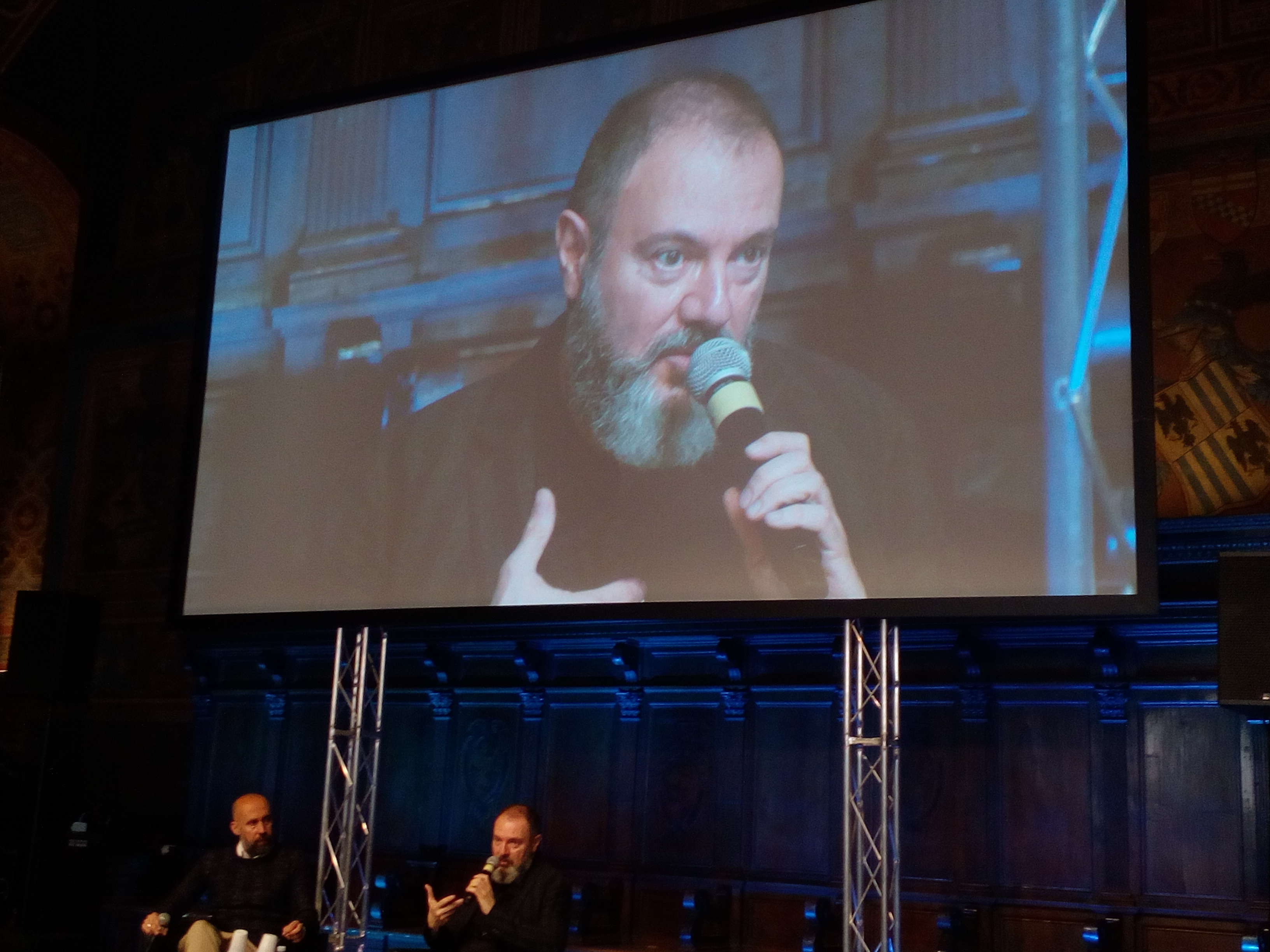
Carlo Lucarelli al Festival Internazionale del Giornalismo 2017

Figlio dell'ematologo Guido Lucarelli (Lucca, 1934), e pronipote di Antonio Meucci. Il suo esordio letterario avviene con il giallo Carta bianca, del 1990. Ha scritto per diversi giornali o riviste (il manifesto, L'Europeo, Il Messaggero, L'Unità, xL) e ha vinto numerosi premi letterari.
Per Einaudi ha pubblicato la serie di romanzi con protagonista l’Ispettrice Grazia Negro, Lupo Mannaro, Almost Blue (1996), dal quale è tratto l'omonimo film, Un giorno dopo l’altro (2000), Il sogno di volare (2013), e la serie con l’Ispettore Coliandro, Falange armata e Il giorno del lupo. La serie con il commissario De Luca, Carta bianca, L'estate torbida, Via delle oche, Intrigo italiano, Peccato mortale e L'inverno più nero. Sempre per Einaudi sono usciti anche: L’isola dell’angelo caduto, Guernica, Laura di Rimini, L’ottava Vibrazione, Albergo Italia e Il tempo delle Iene. Molti suoi racconti sono stati raccolti nell’antologia Il lato sinistro del cuore.
Dal 1999 al 2009 ha condotto Blu notte - Misteri italiani (nella prima edizione si chiamava Mistero in Blu), programma in onda su Rai 3 in prima serata che analizzava in modo approfondito e accurato fatti di cronaca, indagini su disastri e su omicidi seriali dell'ultimo cinquantennio della storia italiana.
Per la televisione nel 2006 ha preso parte alla serie Distretto di Polizia 6 nel ruolo di sé stesso e ha ideato la fiction L'ispettore Coliandro (diretta dai Manetti Bros.), e Milonga Station. Nel 2008 è andata in onda una serie di quattro film tv tratti dai romanzi della serie Il Commissario De Luca. Insieme a Giampiero Rigosi ha ideato la serie televisiva La porta rossa, in tre stagioni, dal 2017 al 2023.
Nel 2008, insieme a Paola De Martiis, ha firmato uno spettacolo teatrale rappresentato a Cracovia il 27 gennaio, diventato poi un documentario in onda su Rai Tre, Un treno per Auschwitz: un viaggio nella memoria e per la memoria della Shoah, organizzato dalla Fondazione ex campo Fossoli, che ogni anno si rivolge principalmente a circa 600 studenti delle scuole superiori della provincia di Modena. Lucarelli ha viaggiato con gli studenti partendo dalla stazione ferroviaria di Carpi, da dove oltre settant'anni fa partivano i treni per Auschwitz.
Nel 2010 ha fondato insieme a Giampiero Rigosi, Michele Cogo e a Beatrice Renzi la scuola di scrittura "Bottega Finzioni" a Bologna.
Nel 2014 esordisce sul canale Sky Arte HD con il programma Muse Inquietanti (2014 - 2018) e nel 2015 sul canale Crime Investigation con Profondo Nero (2015 e 2016). Nel 2019 sempre su Sky Arte HD va in onda Inseparabili.
Per il teatro ha scritto Via delle Oche, Tenco a tempo di tango, Pasolini un mistero italiano. Ha pubblicato alcuni libri per ragazzi (Nikita, Il trillo del diavolo, Febbre gialla) e nel 2015 è uscito il suo primo libro per bambini: Thomas e le gemelle, per Rrose Sélavy Editore.
Conduce dal 2021 In compagnia del lupo - Il cuore nero delle fiabe su Sky Arte. Tratta di vecchie favole e fiabe e dei loro significati più oscuri che spesso erano lo specchio della società.
Nel gennaio del 2022 su RaiPlay con il podcast Apnea racconta i fatti del naufragio della Costa Concordia a dieci anni dall’incidente. L’anno seguente firma il podcast Nero come il terrore con il criminologo Massimo Picozzi dopo il successo dei primi due Nero come il sangue e Nero come l’anima, tutti incentrati su crimini famosi.
Due anni dopo prende parte a Noos - L'avventura della conoscenza su Rai 1.

## Opere

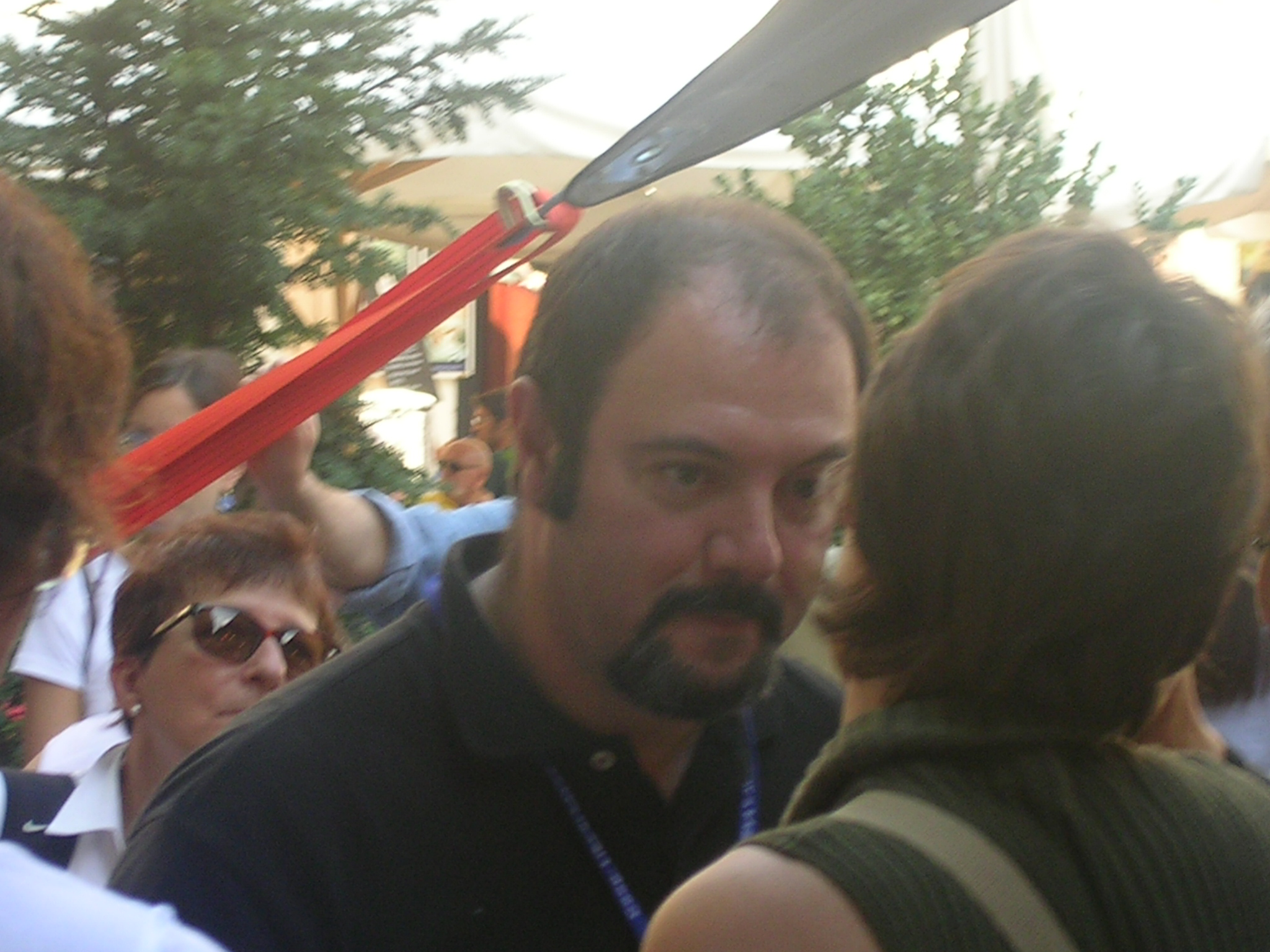
Lucarelli al Festivaletteratura di Mantova nel 2005

### Romanzi
- Guernica, 1ª ed., Milano, Il minotauro, 1996, ISBN 88-8073-024-X.
  -  Guernica, 2ª ed., Torino, Einaudi, 2019, ISBN 978-88-06-24118-6.
- Febbre gialla, Trieste, EL, 1997, ISBN 88-477-0074-4.
- Il trillo del diavolo, Trieste, El, 1998, ISBN 88-477-0175-9.
- L'isola dell'angelo caduto, Torino, Einaudi, 1999, ISBN 88-06-14742-0.
- Laura di Rimini, Torino, Einaudi, 2001, ISBN 88-06-15884-8.
- L'ottava vibrazione, Torino, Einaudi, 2008, ISBN 88-06-19069-5.
- Il bambino del faro - Un racconto con dodici finali, Roma, Gremese, 2008, ISBN 88-8440-549-1.
- Almeno tu, Torino, Einaudi, 2025, ISBN 9788806264116

#### Serie del Commissario De Luca
- Carta bianca, Palermo, Sellerio, 1990, ISBN 88-389-0626-2.
- L'estate torbida, Palermo, Sellerio, 1991, ISBN 88-389-0719-6.
- Via delle Oche, Palermo, Sellerio, 1996, ISBN 88-389-1259-9.
- Il commissario De Luca, in raccolta dei romanzi Carta bianca, L'estate torbida e Via delle Oche, Palermo, Sellerio, 2008, ISBN 88-389-2297-7.
- Intrigo italiano, Torino, Einaudi, 2017, ISBN 978-88-06-22437-0.
- Peccato mortale, Torino, Einaudi, 2018, ISBN 978-88-06-23753-0.
- L'inverno più nero, Torino, Einaudi, 2020, ISBN 978-88-06-24244-2.

#### Serie del commissario Marino
- Indagine non autorizzata, Giallo Mondadori n. 2339, Milano, Mondadori, 1993., rist. Mondadori, 2017, ISBN 978-88-04-67603-4
- Bell'Abissina, Milano, Mondarori, 2022, ISBN 88-04-72755-1.

#### Serie dell'ispettore Coliandro
- Nikita, collana I delitti del Gruppo 13. Antologia illustrata dei giallisti bolognesi. 10 racconti, 1ª ed., Bologna, Metrolibri, 1991, ISBN 88-7248-021-3.
  -  Nikita, 2ª ed., Torino, Einaudi, 2019, ISBN 978-88-06-24115-5.
- Falange armata, Bologna, Metrolibri, 1993, ISBN 88-7248-066-3.
- Il giorno del lupo, Bologna, Granata, 1994, ISBN 88-7248-097-3.
- L'ispettore Coliandro, in raccolta dei romanzi Nikita, Falange armata e Il giorno del lupo, Torino, Einaudi, 2009, ISBN 978-88-06-20095-4.

#### Serie dell'ispettore Grazia Negro
- Lupo mannaro, 1ª ed., Roma, Theoria, 1994, ISBN 88-241-0385-5.
  -  Lupo mannaro, 2ª ed., Torino, Einaudi, 2009, ISBN 978-88-06-20028-2.
- Almost Blue, Torino, Einaudi, 1997, ISBN 88-06-14304-2.
- Un giorno dopo l'altro, Torino, Einaudi, 2000, ISBN 88-06-15587-3.
- Acqua in bocca, con Andrea Camilleri, Roma, Minimum fax, 2010, ISBN 978-88-7521-278-0.
- L’ispettore Grazia Negro, in raccolta dei romanzi Lupo mannaro, Almost Blue, Un giorno dopo l'altro, Torino, Einaudi, 2013, ISBN 978-88-06-20679-6.
- Il sogno di volare, Torino, Einaudi, 2013, ISBN 978-88-06-20554-6.
- A Girl Like You, in racconto all'interno di Giochi Criminali, Einaudi, 2014, ISBN 978-88-06-21951-2.
- Léon, Torino, Einaudi, 2021, ISBN 978-88-06-25234-2.

#### Serie del capitano Colaprico
- Albergo Italia, Torino, Einaudi, 2014, ISBN 978-88-06-22036-5.
- Il tempo delle Iene, collana Stile Libero Big, Torino, Einaudi, 2015, ISBN 978-88-06-22563-6.

### Antologie
- Vorrei essere il pilota di uno zero, Faenza, Mobydick, 1994, ISBN 88-85122-49-3.
- Autosole, Milano, Rizzoli, 1998, ISBN 88-17-45037-5.
- Autostorie con CD, Faenza, Mobydick, 2000, ISBN 88-8178-136-0.
- Il lato sinistro del cuore. (Quasi) tutti i racconti, Torino, Einaudi, 2003, ISBN 88-06-16623-9.

### Racconti in antologie
- Il suonatore di Zamar Taquita, con Guido Leotta, Faenza, Mobydick, 1993, ISBN 88-85122-43-4.
- Amore malato, collana raccolta Millelire, collana Giallo, nero e mistero, vol. 7, Viterbo, Stampa Alternativa, 1994, ISBN non esistente.
- Guedé, collana Horror erotico, Viterbo, Stampa alternativa, 1995, ISBN 88-7226-253-4.
- Racconti divini. Quattro brevi storie scritte in stato di ebrezza, con Mario Fois, Imola, La Mandragora Editrice, 1995, ISBN 88-86123-25-6.
- Garganelli al ragù della Linina, collana Nero di Seppia, Gambero Rosso, 1995, ISBN non esistente.
- Sembra facile dire tortellino, con Giampiero Rigosi, Bologna, Officina Immagine, 2000, ISBN non esistente.
- Rapidamente, in Medical Thriller, con Eraldo Baldini e Giampiero Rigosi, Torino, Einaudi, 2002, ISBN 88-06-16349-3.
- Dal grande fiume al mare, collana Trenta scrittori raccontano l’Emilia-Romagna, Pendragon, 2003, ISBN 88-8342-228-7.
- Oltre la nebbia, con Eraldo Baldini e Giampiero Rigosi, Foschi, 2004, ISBN 88-89325-00-3.
- AA.VV., Crimini, Torino, Einaudi, 2005, ISBN 88-06-17576-9.
- AA.VV., The Dark Side, Torino, Einaudi, 2006, ISBN 88-06-18320-6.
- AA.VV., Crimini italiani, a cura di Giancarlo De Cataldo, Torino, Einaudi, 2008, ISBN 978-88-06-19002-6.
- Lucarelli, C., Ferengi, in AA.VV., Sei fuori posto. Storie italiane, Torino, Einaudi, 2010, ISBN 978-88-06-20217-0.
- Giudici, con Andrea Camilleri e Giancarlo De Cataldo, Torino, Einaudi, 2011, ISBN 978-88-06-20597-3.
- A Girl Like You, collana Giochi criminali, con Giancarlo De Cataldo, Maurizio De Giovanni e Diego De Silva, Torino, Einaudi, 2014, ISBN 978-88-06-21951-2.
- AA.VV., Hanno ucciso l'Uomo Ragno in L'agenda ritrovata. Sette racconti per Paolo Borsellino, Milano, Feltrinelli, 2017, ISBN 978-88-588-5516-4.

### Fumetti
- Carlo Lucarelli (testi), Onofrio Catacchio (disegni); Coliandro, , Granata, Bologna, 1994, ISBN 88-7248-058-2.
- Carlo Lucarelli (testi), Giampiero Casertano (disegni); Punyayama!, in Guerre, Edizioni Scuola del Fumetto, Milano, 1997.
- Carlo Lucarelli (testi), Tiziano Sclavi e Giovanni Freghieri (disegni); La strada verso il nulla, in Dylan Dog n. 153, Sergio Bonelli Editore, Milano, 1999.
- Carlo Lucarelli (testi), Claudio Villa (disegni); Il delitto di Natale, in Alta criminalità, A. Mondadori, Milano, 2005, ISBN 88-04-54527-5.
- Carlo Lucarelli, Mauro Smocovich e Giuseppe Di Bernardo (testi e disegni); Cornelio - Delitti d'autore nn. 1-12, Star Comics, Bosco, 2008.
- Carlo Lucarelli (testi), Marco Bolognesi (disegni); Protocollo, , Einaudi, Torino, 2009, ISBN 978-88-06-19996-8.
- Carlo Lucarelli (testi e disegni); Il brigadiere Leonardi, , BD Edizioni, Milano, 2010, ISBN 978-88-6123-567-0.
- Carlo Lucarelli, Mauro Smocovich (testi e disegni); Nuvole nere, , Star Comics, Bosco, 2011.
- Carlo Lucarelli (testi), Onofrio Catacchio (disegni); Coliandro, , Editoriale Cosmo, Bologna, 2016, ISBN 978-88-6911-320-8.

### Saggi
- Compagni di sangue, con Michele Giuttari, Firenze, Le Lettere, 1998, ISBN 88-7166-405-1.
- Mistero in blu, Torino, Einaudi, 1999, ISBN 88-06-14743-9.
- Misteri d'Italia. I casi di Blu notte, Torino, Einaudi, 2002, ISBN 88-06-15445-1.
- Serial Killer. Storie di ossessione omicida, con Massimo Picozzi, Milano, A. Mondadori, 2003, ISBN 88-04-51634-8.
- Nuovi misteri d'Italia. I casi di Blu notte, Torino, Einaudi, 2003, ISBN 88-06-16740-5.
- La mattanza. Dal silenzio sulla mafia al silenzio della mafia, Torino, Einaudi, 2004, ISBN 88-06-17247-6.
- Scena del crimine. Storie di delitti efferati e di investigazioni scientifiche, con Massimo Picozzi, Milano, A. Mondadori, 2005, ISBN 88-04-53722-1.
- Tracce criminali. Storie di omicidi imperfetti, con Massimo Picozzi, Milano, A. Mondadori, 2006, ISBN 88-04-55139-9.
- La nera. Storia fotografica di grandi delitti italiani dal 1946 ad oggi, con Massimo Picozzi, Milano, A. Mondadori, 2006, ISBN 88-04-56049-5.
- Piazza Fontana, Torino, Einaudi, 2007, ISBN 978-88-06-18524-4.
- Storie di bande criminali, di mafie e di persone oneste. Dai Misteri d'Italia di Blu notte, Torino, Einaudi, 2008, ISBN 978-88-06-19502-1.
- Navi a perdere, Milano, Ambiente, 2008, ISBN 978-88-89014-84-4.
- La faccia nascosta della luna. Storie di delitti e misteri tra musica, cinema e dintorni, Torino, Einaudi, 2009, ISBN 978-88-06-19541-0.
- G8. Cronaca di una battaglia, Torino, Einaudi, 2009, ISBN 978-88-06-19583-0.
- Il genio criminale. Storie di spie, ladri e truffatori, con Massimo Picozzi, Milano, A. Mondadori, 2009, ISBN 978-88-04-58875-7.
- I veleni del crimine, collana Stile Libero Big, Torino, Einaudi, 2010, ISBN 978-88-06-20420-4.
- Sex crimes. Storie di passioni morbose e di efferati delitti, con Massimo Picozzi, Milano, A. Mondadori, 2011, ISBN 978-88-04-61004-5.
- PPP. Pasolini, Un Segreto Italiano, Milano, Rizzoli, 2015, ISBN 978-88-17-08381-2.
- Amok. Le stragi dell'odio, con Massimo Picozzi, Milano, A. Mondadori, 2018, ISBN 978-88-04-68597-5.
- L'incredibile, prima di colazione : strane storie per cominciare bene la giornata, Milano, Solferino, 2020, ISBN 978-88-282-0452-7.
- Nero come il sangue : storia dell'omicidio dalla Rivoluzione francese ai giorni nostri, con Massimo Picozzi, Milano, Solferino, 2021, ISBN 978-88-282-0730-6.
- Nero come l'anima. Storia dell'omicidio dal Rinascimento alla Rivoluzione francese, con Massimo Picozzi, Milano, Solferino, 2022, ISBN 978-88-282-1027-6.
- Nero come il terrore. Storia dell'omicidio nel medioevo, con Massimo Picozzi, Milano, Solferino, 2023, ISBN 978-88-282-1303-1.

### Teatro
- Autostrada, con Marcello Fois e Luigi Gozzi, Bologna, Editore Clueb, 2006, ISBN 978-88-491-2767-6.
- Tenco a tempo di tango, Roma, Fandango Libri, 2007, ISBN 978-88-6044-078-5.

### Altri scritti
- Introduzione a:  AA.VV., I veri «gialli» della nera, a cura di Daniele Protti, Milano, RCS Periodici, 2003.
- Sangue al DAMS: chi ha ucciso Francesca?, in:  AA.VV., Nera, maledetta nera, Milano, RCS Periodici, 2004, SBN RAV2162112.
- Il mistero a piccole dosi. Scritti e interviste, Roma, Datanews, 2007, ISBN 88-7981-318-8.
- Sotto la luna, collana Inediti d'Autore del Corriere della Sera, Milano, RCS, 2011.
- Thomas e le gemelle ovvero la strana faccenda del mostro con gli occhi di luce gialla, Tolentino, Rrose Sélavy editore, 2015, ISBN 978-88-907970-7-1.
- In compagnia del lupo. Il cuore nero delle fiabe, Reggio Emilia, Tiwi, 2021, ISBN 978-88-98177-85-1. Tratto dal programma televisivo omonimo.
- In compagnia del lupo. I nuovi racconti, Reggio Emilia, Tiwi, 2023, ISBN 9791281054011. Tratto dal programma televisivo omonimo.

### Audiolibri
- Radiogiallo di Carlo Lucarelli, Firenze, Salani Editore, 2013, ISBN 978-88-6715-609-2.

## Filmografia

### Sceneggiatore

#### Cinema
- Lupo mannaro, regia di Antonio Tibaldi (2000)
- Non ho sonno, regia di Dario Argento (2001)
- È solo un rock'n'roll show, regia di Stefano Salvati (2005)
- Albakiara, regia di Stefano Salvati (2008)
- L'isola dell'angelo caduto, regia di sé stesso (2012)

#### Televisione
- La tenda nera, regia di Luciano Manuzzi – film TV (1996)
- L'ispettore Coliandro – serie TV, 29 episodi (2006-2021)
- Crimini – serie TV, episodi 1x03-2x02 (2006-2010)
- Il commissario De Luca – miniserie TV, 4 puntate (2008)
- Il sindaco pescatore, regia di Maurizio Zaccaro – film TV (2016) - soggetto
- La porta rossa – serie TV, 32 episodi (2017-2023)

### Attore

#### Cinema
- Il giardino del sonno, regia di Matteo Monti e Davide Zagnoli (2002)
- Segni particolari, regia di Giuseppe Bertolucci – documentario (2003)
- Visioni di Palio, regia di Anton Giulio Onofri – documentario (2004)
- H.P. Lovecraft - Ipotesi di un viaggio in Italia, regia di Federico Greco e Roberto Leggio – documentario (2004)
- Il mistero di Lovecraft - Road to L., regia di Federico Greco e Roberto Leggio (2005)
- L'era legale, regia di Enrico Caria (2011)
- Diabolik sono io, regia di Giancarlo Soldi – documentario (2019)
- La piazza che verrà - Bologna e il cinema, regia di Luca Postiglioni – documentario (2022)

#### Televisione
- Un posto al sole – serial TV, 1 puntata (2004) - cameo
- L'ispettore Coliandro – serie TV, episodio 1x01 (2006) - cameo
- Distretto di Polizia – serie TV, episodio 6x24 (2006)

### Regista
- L'isola dell'angelo caduto (2012)

## Programmi televisivi
- 1998: Mistero in blu - autore, conduttore, voce narrante
- 1999-2000: Blu notte - autore, conduttore, voce narrante
- 2001-2009: Blu notte - Misteri italiani - autore, conduttore, voce narrante
- 2001: 125 milioni di caz..te, di Adriano Celentano - testi
- 2006: Milonga Station - presentatore, voce narrante
- 2006: Le chiavi del mistero - presentatore, voce narrante
- 2008: Un treno per Auschwitz - autore, conduttore, voce narrante
- 2010-2012: Almost true - presentatore
- 2010-2012: Lucarelli racconta - autore, conduttore, voce narrante
- 2013-2014: Italia in 4D - conduttore
- 2014: La tredicesima ora - autore, conduttore
- 2014-2015: Muse inquietanti - autore, conduttore
- 2015-2016: Profondo nero - autore, conduttore
- 2018: Inseparabili, Vite all’ombra del genio - autore, conduttore
- 2021: In compagnia del lupo - Il cuore nero delle fiabe
- 2022: Apnea
- 2024: Noos - L'avventura della conoscenza
- 2025: GialappaShow

## Programmi radiofonici
- 2004: Radio Bellablù, radiogiallo di Massimo Carlotto e Carlo Lucarelli, a cura di Sergio Ferrentino (Rai Radio 3)[6]
- 2006: Le inchieste del commissario De Luca, a cura di Alberto e Gianni Buscalia (RSI Rete Due)[7]
- 2007-2024: Dee Giallo - Radio Deejay[8][9]

## Vita privata
È sposato con una donna di origini eritree, da cui ha avuto due figlie gemelle.

## Premi e riconoscimenti
- 1993: Premio "Navile" (Taquita)
- 1993: Premio "Alberto Tedeschi" (Indagine non autorizzata)
- 1996: Premio Scerbanenco (Via delle oche).
- 2000: Premio "Franco Fedeli" (L'isola dell'angelo caduto).
- 2003: Premio Gold Dagger-Silver Dagger Award (Almost Blue).
- 2004: Premio Mario Francese
- 2006: Premio Lama e trama alla carriera.
- 2006: Premio Flaiano per "Blu Notte".
- 2009: Premio nazionale Giuseppe Fava[11]
- 2010: Premio "Fantasy Horror Award" per "Cornelio Delitti d'autore" (Edizioni Star Comics) come miglior iniziativa editoriale horror.
- 2010: Premio Associazione Ilaria Alpi Blu notte, Misteri italiani - Ilaria Alpi-Miran Hrovatin -(Rai Tre)[12]
- 2015: Premio "Città del diario 2015" per aver portato il racconto della I-II guerra mondiale nelle case degli italiani
- 2017: Premio Nazionale per l'Impegno Civile Marcello Torre
- 2018: Premio "Dante d’Oro” Bocconi di Milano, conferito da parte di un’associazione studentesca a personalità illustri del panorama culturale nazionale e internazionale
- 2018: Premio Nazionale Rhegium Julii Narrativa,[13]
- 2019: Premio Attilio Veraldi alla carriera
- 2019: Premio Letterario Manzoni Città di Lecco alla Carriera[14]